# Spirits Having Flown
Spirits Having Flown es el nombre del decimoquinto álbum de estudio de los Bee Gees, Fue lanzado al mercado por Polydor el 5 de febrero de 1979 en el mercado estadounidense. Fue el primer álbum del grupo luego de la banda sonora de Saturday Night Fever. Spirits Having Flown ha vendido más de 4 millones de copias en los EE. UU. y más de 30 millones en todo el mundo. Los primeros 3 temas del álbum llegaron al #1 en los Estados Unidos.

## Chicago y la conexión con The Bee Gees (1978-1979)
Los trompetistas de Chicago (James Pankow, Walt Parazaider y Lee Loughnane) Hicieron una aparición como invitados en este álbum. Al mismo tiempo, ellos estaban cerca trabajando en el álbum de Chicago Hot Streets.

## Lista de canciones
1. «Tragedy» – 5:08 (Barry Gibb/Robin Gibb/Maurice Gibb)
2. «Too Much Heaven» – 4:58 (B. Gibb/R. Gibb/M. Gibb)
3. «Love You Inside Out» – 4:13 (B. Gibb/R. Gibb/M. Gibb)
4. «Reaching Out» – 4:07
5. «Spirits (Having Flown)» – 5:21 (B. Gibb/R. Gibb/M. Gibb)
6. «Search, Find» – 4:16
7. «Stop (Think Again)» – 6:41
8. «Living Together» – 4:23
9. «I'm Satisfied» – 4:23
10. «Until» – 2:27

### Tomas descartadas
1. «Desire»
2. «Back In Your Arms»

## Curiosidades
- Los Bee Gees además grabaron «Desire» para el álbum con la voz de Andy Gibb, pero fue rechazada y en vez de eso lanzada como un sencillo de Andy.
- Spirits Having Flown fue votado como el mejor álbum de pop rock de 1979 durante la ceremonia de los American Music Awards de 1980.
- Existe además un bootleg con las versiones demo de la mayoría de las canciones del álbum final. Contiene la sesión de grabación de la canción «How Deep Is Your Love» junto con cuatro temas más que no salieron finalmente.

### Lista de temas
1. «Commercial»- 0:43
2. «Instrumental Outtake» - 3:23
3. «Too Much Heaven» - 4:55
4. «Reachin' Out» - 3:52
5. «Stop, Think Again» - 6:18
6. «Search, Find» - 4:26
7. «Love You Inside Out» - 4:17
8. «I'm Satisfied» - 3:28
9. «Tragedy» - 4:51
10. «Living Together» - 3:50
11. «Spirits Having Flown» - 4:48
12. «In The Heat Of The Night» - 4:02
13. «How Deep Is Your Love (Recording Session)» - 19:07
14. «Save Your Heart For Me» - 1:24

- Duración total - 69:36

## Personal
- Barry Gibb - Guitarra, Voz
- Robin Gibb - Voz
- Maurice Gibb - Bajo, Voz
- Blue Weaver - Sintetizador, Piano, Teclado, Vibráfono, ARP
- Alan Kendall - Bajo, Guitarra
- Dennis Bryon - Batería
- Neal Bonsanti - Trompetas
- Gary Brown - Saxofón
- Harold Cowart - Bajo
- Kenneth Faulk - Trompetas
- Albhy Galuten - Sintetizador, Bajo, Conductor
- Peter Graves - Trompetas
- Joe Lala - Percusión, Conga
- Lee Loughnane - Trompetas
- Herbie Mann - Flauta
- James Pankow - Trompetas
- Walter Parazaider - Trompetas
- Bill Purse - Trompetas
- Whit Sidener - Trompetas
- George Terry - Guitar
- Stanley Webb - Trompetas
- Daniel Ben Zubulon - Percusión, Conga